# ヴァイオリンソナタ (フランク)
ヴァイオリンソナタ イ長調（フランス語：Sonata Pour Piano et Violon en La majeur）FWV 8は、ベルギー出身の作曲家・オルガニストであるセザール・フランクが、1886年に作曲したヴァイオリンとピアノのためのソナタ。

## 概要
フランス系のヴァイオリンソナタの最高傑作といわれ、同郷の後輩であるヴァイオリニストのウジェーヌ・イザイに結婚祝いとして作曲され、献呈された。初演は1886年12月16日にイザイによってブリュッセルで行われた。このソナタはピアノとヴァイオリンの音楽的内容が対等であり、ピアノはヴァイオリンの伴奏ではなく、ヴァイオリンも単なる独奏楽器ではなく、ピアノとヴァイオリンの二重奏曲と呼ぶべき大曲である。
この名作を演奏したいという様々な演奏家たちからのニーズによって、種々の編曲版が愛奏されてきている。アルフレッド・コルトーは全曲をピアノ独奏用に編曲しており、ピアノ4手連弾版も存在する。ほかにフルート編曲版が「フルートソナタ」として、チェロ編曲版は「チェロソナタ」として、頻繁に演奏されている。ピアノパートがオーケストラに編曲されたコンチェルト版（レオニード・コーガンの録音がある）では、フランクの世界が更に壮大に展開されている。
古今東西、名だたるあらゆる演奏家たちがレコーディングを遺しており、数多くの名演に恵まれている。古い時代の名盤として知られているものの1つに、ジャック・ティボー（ヴァイオリン）とアルフレッド・コルトー（ピアノ）によるものがある。

## 曲の構成
全4楽章からなり、いくつかの動機を基にして全曲を統一する循環形式（フランクが得意とした作曲技法で、『交響曲 ニ短調』でも用いられている）で作曲されている。
- 第1楽章 アレグレット・ベン・モデラート
イ長調、8分の9拍子、展開部のないソナタ形式。
属九の和音による開始は非常に印象的であり、第2主題はもっぱらピアノのみによって奏される。

- 第2楽章 アレグロ
ニ短調、4分の4拍子、ソナタ形式。
きわめて情熱的な楽章で、ピアノとヴァイオリンの双方に高度な演奏技術を要する。

- 第3楽章 幻想的な叙唱：ベン・モデラート
2分の2拍子。
「幻想的な叙唱」（Recitativo-Fantasia）と題された、自由な形式による楽章。調性表記は無いが、転調を重ねて最後には嬰ヘ短調で終結する。

- 第4楽章 アレグレット・ポコ・モッソ
イ長調、2分の2拍子、ロンドソナタ形式。
ヴァイオリンとピアノのカノン風の楽想による、最後を飾るにふさわしい輝かしいフィナーレである。